# Liaohe Pingyuan
Liaohe Pingyuan är en slätt i Kina. Den ligger i den nordöstra delen av landet, 600 km nordost om huvudstaden Peking.